# ملزمة
المِلْزَمَةُ أو المِلْزَمُ أو المِنْجَلَةُ أداةٌ تلزِم ما فيها إلزاما شديدا فيستطاع العمل عليه. لها فكين متوازيين أحدهما ثابت والآخر متحرك. مترابطة لدخول المتحرك داخلا وخارجا ببرغي وعتلة (مقبض).

## التسمية
تسمى الملزمة لأنها تمنع حركة ما في فكيها، فتلزمه مكانه، وأورد الجوهري في معجم الصحاح في اللغة كلمة المِلْزَمُ مذكراً إياها وبالكسر مورداً أنه «خشَبتان يُشَدُّ أوساطهما بحديدةٍ، تكون مع الصَياقلة والأبَّارين.». و الفعل منها يُمَلْزِم.
ولفظ «منجلة» الذي ورد في بعض المعاجم المعاصرة لعله عن التركية «منگنه» ومنه عن اليونانية «μάγγανον» وهو الذي أعطى «mangle» الفرنسية والإنكليزية. وفي بعض اللهجات العربية «منقلة».

## الأنواع

### ملزمة النجارة

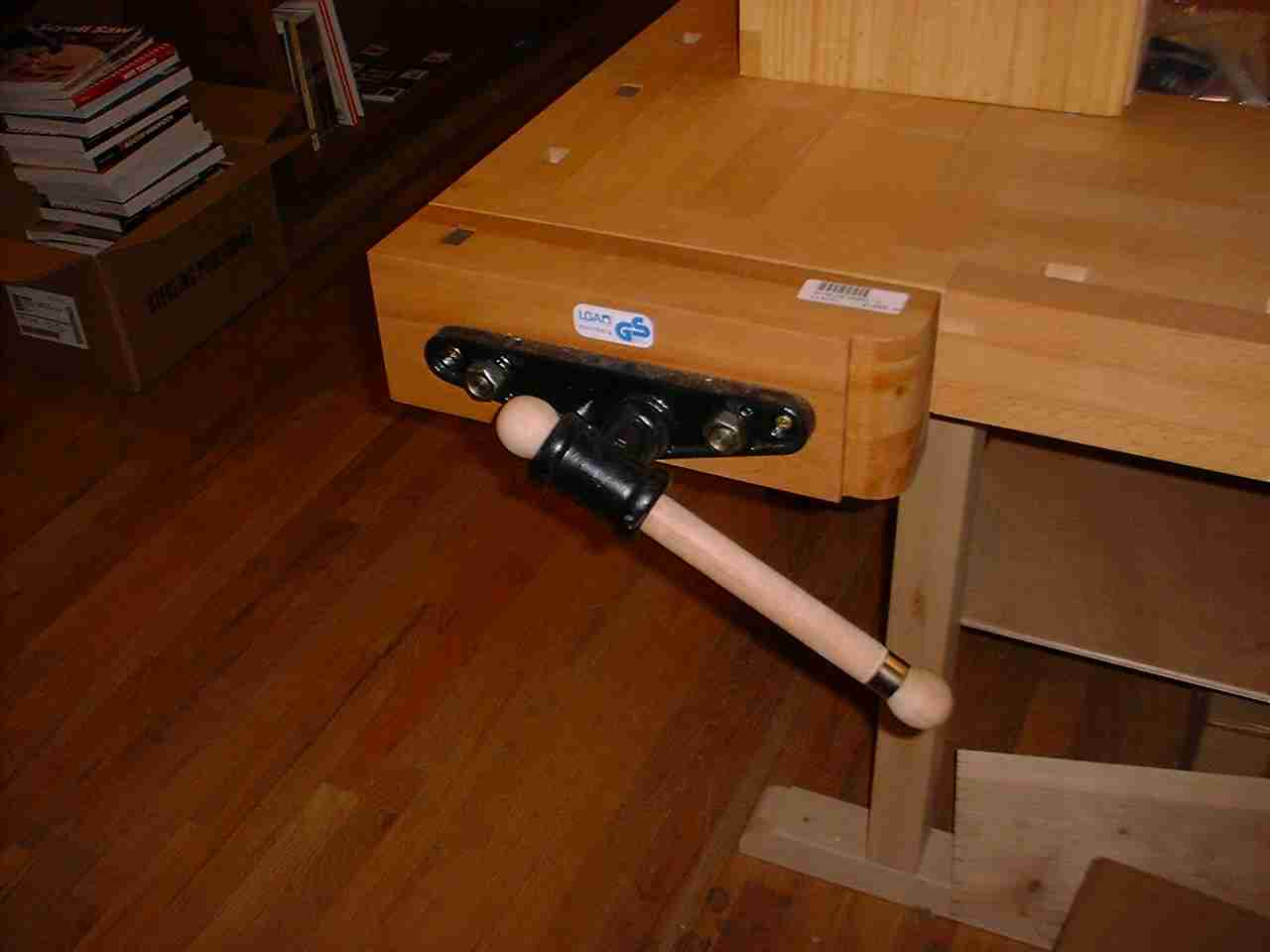
ملزمة النجارة مع فكوك خشبية

ملزمة النجارة وتكون موصولة بطاولة العمل، عادةً تكون على امتداد سطح طاولة العمل. الفكوك مصنوعة من الخشب الرقائقي أو المعدن وغالباً تكون مصنوعة من المعدن. وفي الأونة الأخيرة تغطى الفكوك بالخشب لتجنب إفساد العمل.

الملازم تستخدم حزقة الانقسام لتسمح للبرغي بالربط والحل مع نصف دورة للمقبض. عندما تحل الفك المتحرك سيتحرك للداخل أو الخارج على كامل طول نطاق الحركة. إلى حد كبير يزيد من سرعة التعديل عليها.
ملازم طاولة العمل التقليدية بشكل مشترك تستخدم ملزمة الوجه، التي تعلق (توصل) على الجزء الأمامي قريبة إلى النهاية اليسرى للعاملين باليد اليمنى.
واحد من التشكيلات المشتركة لملزمة الوجه هي ساق الملزمة. التي لديها تمدد طويل تحت السطح، لذلك يجب توفير مساحة في الأسفل للإبقاء على سطح الفكوك متوازي.

### ملزمة المهندسين

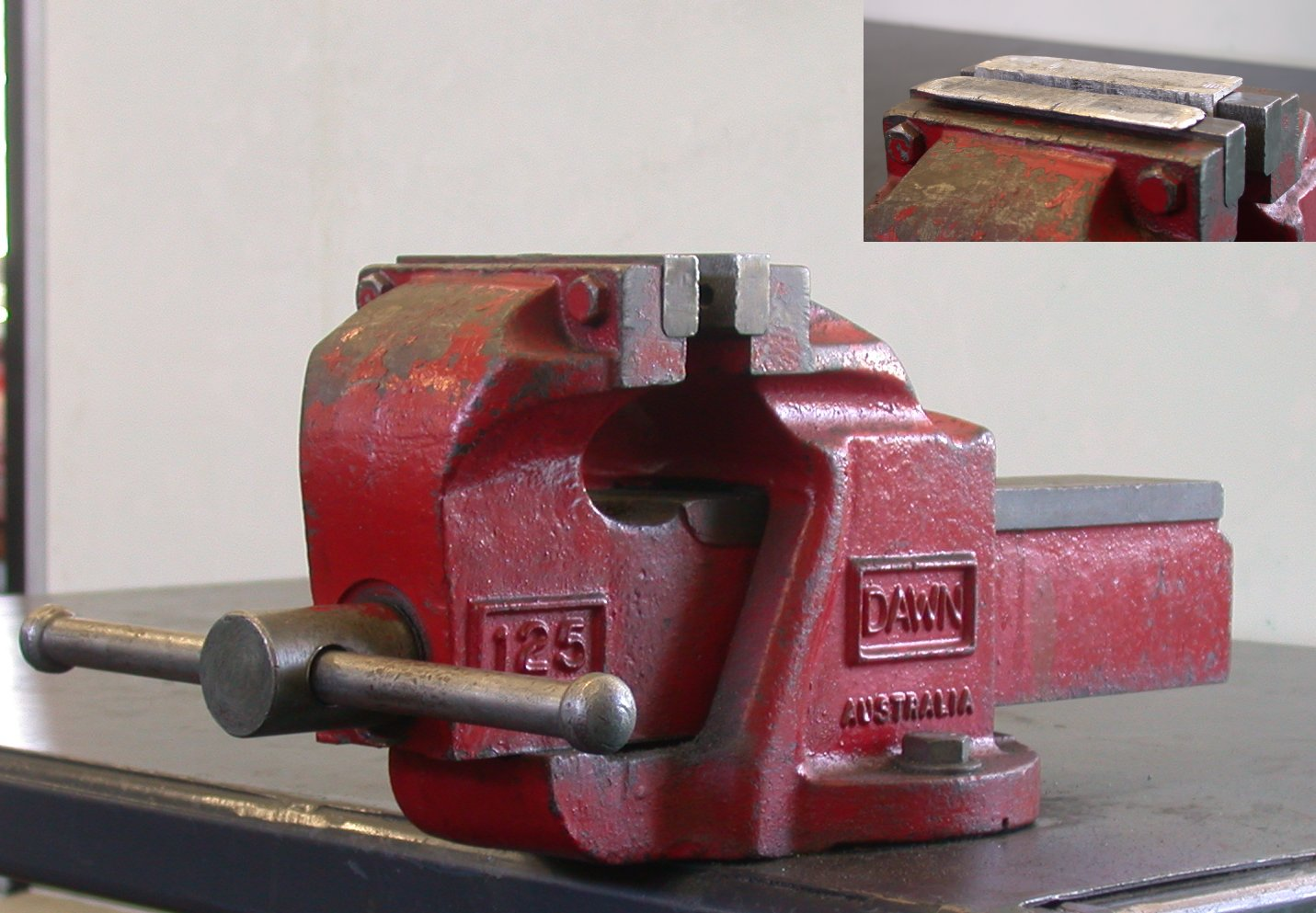
ملزمة المهندسين مصنوعة من المعدن مثبته على الطاولة

ملزمة المهندسين تعرف أيضاً بملزمة أشغال المعدن أو ملزمة مركبة الآلات وتستخدم فكوك معدنية بدلاً من الخشبية. تصنع من صلب الزهر أو حديد الزهر المطاوع. للأرخص تصنع من حديد زهر هش. الفكوك غالباً منفصلات ونستطيع إعادة موضعتها محفورة عادةً مع أسنان مسننة أو ألماس، فكوك ناعمة مغطاة بالألمنيوم، الرصاص أو بلاستيك ممكن تستخدم لحماية العمل من الخدش وماشابه ذلك.
ملزمة المهندسين توضع على سطح طاولة العمل,
 مع فكين موجهين إلى الأعلى هذه الملزمة قد تحتوي على سندان (أداة) في نهاية الجسم.

#### أنواع أخرى
- ملازم اليد.
- ملازم الآلات.
- ملزمة الزاوية.
- الملازم الدوارة.
- ملزمة المنشار.
- ملزمة الساق.
- ملومة المجوهرات.
- ملزمة الدبوس.
- ملزمة خارج المركز.
- ملزمة تقاطع.
- ملزمة جيب الزاوية.
-الملزمة ذات الساق.
الملزمة المتوازية.
ملزمة الانابيب